# موجسي شادي كاروجي (فلم)
موجسي شادي كاروجي هو فيلم كوميدي رومانسي هندي صدر عام 2004 من إخراج ديفيد داوان وإنتاج ساجد ناديوالا. الفيلم من بطولة سلمان خان، أكشاي كومار وبريانكا تشوبرا وهو ثاني تعاون لكومار وتشوبرا بعد نجاح فيلمهم أنداز (2003). من بين الممثلين الثانويين هناك أمريش بوري وقادر خان وساتيش شاه وراجبال ياداف. صُوّر الفيلم في غوا بشكل أساسي، ويتبع مغامرات رجلين (كومار وخان) يحاولان الفوز بقلب الآنسة تشوبرا.
راغبًا في إعادة ابتكار نفسه، قرر داوان أن يصنع فيلمًا ينحرف عن أعماله الكوميدية الشهيرة في السوق الجماهيري في الشكل والمظهر ويقتربُ منه ككوميديا رومانسية. كتب السيناريو أنيس بازمي ورومي جعفري بالتعاون مع داوان. على الرغم من أن الفيلم تجري قصّتهُ في جوا، إلا أنه لم يتم تصويره هناك. بدلاً من ذلك، تم التصوير الرئيسي على مجموعتين مفصلتين من تصميم شارمشتا روي في فيلم سيتي وموريشيوس الذي شهد تصوير العديد من المشاهد والأغاني.
تم إصدار موجسي شادي كاروجي في 30 يوليو 2004 وتلقى تقييمات إيجابية حيث نال الثناء على اتجاهه وعروضه وموسيقياه وتصويره السينمائي والتوجيه الفني والأزياء والتصميم، مع إجمالي شباك التذاكر بلغ 565 مليون روبية حيث حقق الفيلم نجاحًا تجاريًا وأصبح ثالث أعلى فيلم هندي في العام. رُشّح لثلاث جوائز فيلم فير، وحصل الفيلم على ثلاثة عشر ترشيحًا في حفل توزيع جوائز الأكاديمية الهندية الدولية للأفلام لعام 2005 بما في ذلك أفضل فيلم وأفضل مخرج (دهوان) وأفضل ممثل (خان) وأفضل ممثلة (تشوبرا)، وفاز بخمس جوائز. حصل على عشرة ترشيحات لجوائز الشاشة، بما في ذلك أفضل فيلم.

## الحبكة
سمير مالهوترا سيء المزاج مع مشاكل إدارة الغضب منذ وفاة والديه خلال طفولته. عندما قام بضرب مجموعة من الحمقى الذين حاولوا الاعتداء على صديقته روما، فانفصلت عنه بسبب مزاجه. حسب برجه، سمير غير محظوظ في الحب، وللهروب من المزيد من القضايا المماثلة يصبح حارسًا في جوا. يُقابل سمير في القطار سوراج براكاش الراكب الذي جعله يعتقد أنه لص من خلال سؤاله عن المكان الذي يحتفظ فيه بأشياء مهمة (مثل المال) في حقائبه. يبقى سمير مستيقظًا طوال الليل لتجنب التعرض للسرقة، بينما ينام سوراج بعد خداع سمير لحراسة حقائبه. يعترف سوراج بذلك لسمير في صباح اليوم التالي في المحطة. علم سمير أن سوراج هو حارس أمن في منتجعه، ويضعه في مهمة الحراسة الليلية لمدة ثلاثة أشهر. هذا يضع بعض العوائق في زواج سوراج، وعلى الرغم من اعتذاره إلا أن سمير عنيد.
يلتقي سمير براني وهي مصممة أزياء صاعدة ويقع في حبها. بعد بداية صعبة مع والدها جوجراج سينغ وهو كولونيل سابق أصبحت راني وسمير صديقين. يبرزُ سوء حظ سمير من جديد فلا يتفق مع سينغ، وتغضب راني منه عندما تسمعه يقول أشياء سيئة عنها لبانديت راج بوروهيت جيوتشي. مشكلة جديدة تبرزُ في شكل صني الذي يشترك في غرفة مع سمير. يلتقي براني ويقع في حبها ويقرر الاستفادة من أخطاء سمير. هذا يسبب الاحتكاك بين رفقاء الغرفة. يعطي سمير راني المال الذي تحتاجه لمسابقة أزياء فتفوز راني بالمسابقة وتريد أن تشكره شخصيًا. سمير (الذي أعطى راني الأموال التي ادخرها من أجل جراحة عيون جدته وحفل زفاف أخته) يذهب لمقابلتها لكن صني يصل إلى هناك أولاً، ويدعي أنه من يريد لها الخير ويأخذها بعيدًا. يتبع سمير دراجته النارية وأصاب سينغ بالخطأ. يشتري سمير كلبًا متطابقًا ويخبر سينغ أنه وجد تومي لكنّ الكلب سينغ ويهرب.
على الرغم من أن سمير غاضب، إلا أنه يتصالح مع راني بمساعدة ساحر في حفل ليلة رأس السنة. يدفعُ صني براقصة بار إلى داخل غرفة سمير ذات صباح، ثم ترى راني التي ذهبت إلى هناك لدعوته لتناول الإفطار الراقصة نائمة وتفترضُ أنهما مارسا الجنس. قام سمير بمحاولة أخرى للاعتذار. عندما يذهب إلى منزل راني ويتفاجأ برؤية سوراج. سوراج هو عم راني الذي يعرف الآن أنه يحبها. سمير يعتذر ويأخذ سوراج معه. تُخطئ جدة سمير المصابة بالعمى الجزئي والدة راني وتحاول إقناعها بالزواج من سمير. تطلب والدة راني لابنتها أن تفكر مليًا في من تحبه أكثر: سمير أم صني.
يقرر سمير مغادرة غوا، ويسخر منه صني أنه اقترب من راني من خلال أخطاء سمير. يقول سمير إنه كان لديه ما يكفي من الأحلام، ويتمنى السعادة لهما. صني يسخر من سمير مرة أخرى ويفقد سمير أعصابه. يطارد صني من خلال الجماهير في ملعب للكريكيت حيث تلعب الهند وباكستان مباراة ودية. يخترقُ سمير الأمن ويأخذ الميكروفون من ضيف الشرف كابيل ديف ويعتذر لراني ووالديها. يطلب منها أن تتزوجه أمام الحشد، فتركض راني إلى الميدان وتحتضنه.
يكشف صني أنه آرون صديق طفولة سمير الذي جاء إلى جوا لعلاج مشكلات إدارة الغضب في سمير. ويكشف أيضًا أنه ذهب لزيارة سمير بعد عودته من أمريكا بعد 19 عامًا والتقى بجدة سمير، التي أخبرته عن حزن سمير ورحيله إلى جوا. قرر آرون مساعدة سمير من خلال انتحال شخصية عدوه، وأخبر راني ووالديها في وقت سابق. يلتقي سمير مع آرون الذي سيقيم حفل زفافه وراني.

## الإنتاج
أراد ديفيد داوان المعروف في المقام الأول بالكوميديا الجماهيرية أن يجعل فيلم موجسي شادي كاروجي كوميديا رومانسية، ولدى سؤاله عن إعادة ابتكار نفسه بالفيلم أجاب: «لقد تغيرت مع الزمن. صحيحٌ أن على المرء أن [يغير] الأسلوب، لكن لماذا يجب أن أتغير أنا بينما أسلوبي جعلني أستمر لسنوات عديدة؟ لن أغير ذلك أبدًا.» أراد دوان أن يجعل الفيلم مختلفًا عن إصداراته السابقة في الشكل والمظهر فاختار أنيس بازمي الذي تعاون مع المخرج في عدة أفلام لكتابة سيناريو الفيلم.
في مقابلة مع تايمز أوف إنديا قالت بريانكا شوبرا إنها وقعت على الفيلم الكوميدي لدوان بمشاركة سلمان خان وأكشاي كومار. كان هذا هو التعاون الثاني بين كومار وتشوبرا بعد فيلم أنداز الناجح (2003). قالت تشوبرا إن قرارها استند إلى "السيناريو المضحك" وسمعة ساجد ناديوالا كمنتج. ووصفت راني مصممة أزياء طموحة بأنها "بريئة" و"فتاة مجاورة": "راني عالقة بين ولدين. إنها تحب كلاهما ولا تعرف ماذا تفعل. في مقابلة مع موقع ريديف دوت كوم، وصف كومار شخصيته على أنها شخصيّة تتسبب في العديد من المشاكل في حياة سمير وقارن ديناميكياتها بتوم وجيري حينما قال: "أنا أضايقه طوال الوقت".
بدأ التصوير الفوتوغرافي الرئيسي في سبتمبر 2003 في موقع تصوير في فيلم سيتي بمدينة مومباي. ابتكر المخرج الفني شارمشتا روي مجموعة مفصلة من جوا. وفقًا لهوندستان تايمز فقد أصبحت المجموعة حديث الصناعة لتفاصيلها الدقيقة. بنى روي مجموعة كبيرة أخرى في موريشيوس، حيث تم تصوير المشاهد الخارجية والأغاني والعديد من المشاهد الأخرى في جدول مدته شهر يبدأ في 9 يناير 2004. تم تصوير مشهد أكشن بكاميرا تحكم بالحركة، لأول مرة في السينما الهندية. على الرغم من أن المنتجين أرادوا الحفاظ على سرية الفيلم (الذي يضم العديد من لاعبي الكريكيت من الفريق الهندي وتم تصويره في ملعب بنغالور في يونيو 2004)، فقد تم الكشف عنه في وسائل الإعلام. واكتمل التصوير في يوليو 2004.

## الموسيقى
يحتوي ألبوم الموسيقى التصويرية على ثماني أغانٍ: سبع أغانٍ أصلية وريمكس واحد. ست أغنيات من تأليف ساجد والسابعة من تأليف أنو مالك. كلمات خمس أغنيات كتبها جليس شيرواني مع أغنية واحدة لكل من سمير وآرون بهاراف. قام بأداء الأغاني أوديت نارايان، وألكا ياجنيك وسونو نيجام وسنيدي تشوهان وسوخويندر سينغ مع خلفية من كلمات سليم سليمان وقد صدر الألبوم في 4 يونيو 2004.
تم استقباله بشكل عام من قبل نقاد الموسيقى الذين أشادوا بكلمات الألبوم وغناءه. صنفت شركة بلانيت بوليود الموسيقى التصويرية بسبعة من أصل عشرة واصفة الألبوم بأنه «ألبوم جيد». وأشادت بوليود هانجاما بأغانيها ونقاطها الموسيقية، حيث سلطت الضوء على «راب كاري» و«جيني كي هان شار دين» و«لال دوباتا» والأغنية الرئيسية أيضًا.
تصدرت الموسيقى الرسوم البيانية على عدد من المنصات في الهند، بل كانت الموسيقى التصويرية واحدة من أفضل الموسيقى التصويرية لبوليوود مبيعًا لهذا العام حيث بيعت مليوني وحدة وفقًا لبوكس أوفس إنديا.
| #  | عنوان                    | المدة |
| -- | ------------------------ | ----- |
| 1. | "Rab Kare"               | 4:19  |
| 2. | "Mujhse Shaadi Karogi"   | 5:26  |
| 3. | "Aaja Soniye"            | 4:58  |
| 4. | "Lahoo Banke Aansoon"    | 6:05  |
| 5. | "Jeene Ke Hain Char Din" | 5:21  |
| 6. | "Kar Doon Kamaal"        | 4:34  |
| 7. | "Laal Dupatta"           | 5:14  |
| 8. | "Aaja Soniye" (Remix)    | 4:05  |

## التسويق والإفراج
تم تزيين مداخل العديد من المسارح في الهند وخارجها كقاعات زواج  للفيلم. قال ساجد ناديوالا: «عليك أن تجعل عملية مشاهدة الفيلم بأكملها مثيرة. بما أن العنوان نفسه يتحدث عن الزواج، فإن جعل مدخل المسارح بتلك الطريقة هو أفضل طريقة ممكنة لجذب رواد السينما.» رعى المنتجون عدة مسابقات كجزءٍ من حملة تسويقية لفيلم موجسي شادي كاروجي مع جوائز بما في ذلك رحلة شهر العسل الأجنبية وملابس الزفاف وهدايا من بيبا ونيتا لولا. أصدروا كتابًا من 64 صفحة بحجم راحة اليد يحتوي على معلومات حول مثلث الحب للشخصيات، ونصائح حول كيفية جذب امرأة وصور الشخصيات الرئيسية الثلاثة. صدر الفيلم في 30 يوليو 2004، وحصلت زي تي في على حقوق التوزيع في المملكة المتحدة وهو أول فيلم وزعته القناة. كانت نسبةُ عرض الفيلم نسبة جيدة في جميع أنحاء الهند، على الرغم من سوء الأحوال الجوية، كما كانت جيدة جدًا على المسارح.
افتتح الفيلم أيضًا بشكل جيد في السوق الخارجية حيث احتل المرتبة الثامنة في شباك التذاكر في المملكة المتحدة خلال عطلة نهاية الأسبوع الأولى. سيطرَ خلال عطلة نهاية الأسبوع الثانية أيضًا وحققت أرباحًا كبيرة من 32 شاشة في المملكة المتحدة بل جمعَ 32.9 مليون روبية من 48 شاشة في الولايات المتحدة. حقق الفيلمُ نجاحًا تجاريًا كبيرًا بصفة عامّة حيث جمع 565 مليون روبية في شباك التذاكر وبالتالي أصبح ثالث أعلى فيلم بوليوودي تحقيقًا للأرباح لهذا العام. صدر موجسي شادي كاروجي على قرص دي في دي في 27 سبتمبر 2004، فيما تكلفت تي سيريز بالتوزيع مع أنها تضمنت مشاهد محذوفة وأغاني إضافية ومقطورة مسرحية وإعلانات تلفزيونية. تم إصدار قرص الفيديو المضغوط الخاص بالفيلم في نفس الوقت، وتم بلو راي في 10 يوليو 2010.

## الاستقبال
استقبل النقاد موجسي شادي كاروجي استقبالًا حسنًا حيث أشادوا بإخراج الفيلم وتصويره وتصميم أزيائه وعروضه. تاران أدارش من بوليوود هونغاما أعطاى الفيلم أربعة نجوم من أصل خمسة، واصفًا إياها بـ «فنان جماهيري» ومثال مناسب للسينما الهاربة التي «تنقلك إلى عالم خيالي». أشاد أدارش بالكيمياء بين خان وكومار وتشوبرا وكتب: «تم تصويره بأناقة في بعض الأماكن البانورامية في موريشيوس، بدون إغراءات مزدوجة. يثبت الفيلم مرة أخرى أن ديفيد فقط هو الذي يستطيع إخراج مثل هذه القصص دون أن يشعر المشاهد بأنه خدع بقصّة غامضة».
سوبهاش ك. جا أعطى الفيلم تقييمًا إيجابيًا أيضًا واصفًا الفيلم الكوميدي بالأذكى لـداوان حتى الآن: "هذا أحد الضحكات التي يمكنك الاستمتاع بها مع عائلتك دون التواء في مقاعدك. وأشاد سوكانيا فيرما من موقع ريديف دوت كوم أيضًا بالفيلم: "إنه فيلم كوميدي رائع مع صور رائعة وتحرير واضح وعروض رائعة. ديفيد داوان يفهم الأمر بشكل صحيح". وُصف الفيلم في مراجعة الصحيفة الهندوسية بأنه "ترفيه خالص" وأثنى على الفكاهة النظيفة وأداء كومار الذي كتب أن "سلمان خان يظهر أكثر قوة من التمثيل المسرحي، بينما يعرض أكشاي كومار ميلًا حقيقيًا للكوميديا. بعض تعابيره شريرة ومبهجة بلا مجهود".
بالنسبة لـ إنديا توداي، وجدت أنوباما تشوبرا الفيلم «ممتعٌ جزئيًا ومبهر تمامًا. هناك ملابس من جميع التصاميم يمكن تخيلها- من الملابس الهندية الرائعة المطرزة إلى الملابس الغربية الأنيقة والراقية. هناك مواقع ذات جمال أخاذ من بحار الزبرجد إلى الكنائس الجذابة». كما أعربت عن تقديرها للعديد من الأحداث والمواقف في الفيلم لا سيما تلك المستمدة من الفيلم الأمريكي قابل الوالدين. أعطت بلانيت بوليود الفيلم 7.5 من 10، واصفة إياها بأنها «ترفيه خالص عالي القيمة الإنتاجية» و«سينما هروب جيدة» لكل من الجماهير والفئات، وكتبت أن «الذروة غير المتوقعة والفريدة من نوعها تليها ويتفاجأ الجمهور بسرور حين تحول الأحداث وتوالي الاكتشافات.». صنف نامراتا جوشي الفيلم بنجمتين وأشار إلى أوجه التشابه مع الفيلم الأمريكي الذي صدر عام 2003 إدارة الغضب.

## روابط خارجية
- مقالات تستعمل روابط فنية بلا صلة مع ويكي بيانات